# Erebia presolanae
Erebia presolanae är en fjärilsart som beskrevs av Ruggero Verity 1953. Erebia presolanae ingår i släktet Erebia och familjen praktfjärilar. Inga underarter finns listade i Catalogue of Life.